# Zdeněk Farmačka
Zdeněk Farmačka (12. dubna 1942 Žarošice – 4. února 2018 Brno) byl český fotbalista, který začínal jako útočník a později hrál ve středu pole. Po skončení hráčské kariéry se stal trenérem. Jeho vnukem je David Farmačka.
Poslední rozloučení se Zdeňkem Farmačkou se uskutečnilo v pondělí 12. února 2018 v 10:30 v Obřadní síni krematoria města Brna.

## Hráčská kariéra
Do nejvyšší soutěže nahlédl poprvé během vojny v Červené hviezdě/Slovnaftu Bratislava, s níž získal 3. místo v lize (1961/62). V té době patřil i do širšího výběru olympijského týmu, který se připravoval na hry v Tokiu. Po vojně se vrátil do druholigového Gottwaldova, ale už během sezony 1963/64 přestoupil do Brna. Přišel jako útočník, ale později nastupoval nejčastěji v záloze.
V nejvyšší soutěži odehrál 79 utkání, vstřelil 9 branek. V Evropských pohárech nastoupil v 8 zápasech, neskóroval (1963/64: 3 / 0, 1965/66: 3 / 0, 1966/67: 2 / 0). Za reprezentaci do 23 let odehrál celkem 2 utkání, vstřelil 1 gól při svém debutu 18. dubna 1962 v Drážďanech do sítě NDR (2:2).
Ve Zbrojovce Brno působil i jeho syn Zdeněk (dorostenecký mistr ČSSR z roku 1983) a hrál zde i vnuk David, který má na svém kontě řadu startů v reprezentační šestnáctce i sedmnáctce.

### Prvoligová bilance
| Ročník                                   | Zápasy | Góly | Minuty | Klub                |
| ---------------------------------------- | ------ | ---- | ------ | ------------------- |
| 1. československá fotbalová liga 1961/62 | 16     | 4    | 1 206  | TJ ČH Bratislava    |
| 1. československá fotbalová liga 1962/63 | 7      | 3    | 431    | TJ ČH Bratislava    |
| 1. československá fotbalová liga 1963/64 | 13     | 0    | 1 068  | TJ Spartak ZJŠ Brno |
| 1. československá fotbalová liga 1964/65 | 14     | 0    | 1 248  | TJ Spartak ZJŠ Brno |
| 1. československá fotbalová liga 1965/66 | 15     | 2    | 1 350  | TJ Spartak ZJŠ Brno |
| 1. československá fotbalová liga 1966/67 | 14     | 0    | 1 260  | TJ Spartak ZJŠ Brno |
| CELKEM                                   | 79     | 9    | 6 563  |                     |

## Trenérská kariéra
Po skončení hráčské kariéry se stal trenérem. Působil mj. v klubu TJ Start Brno.